# Fontaine-la-Mallet
Fontaine-la-Mallet település Franciaországban, Seine-Maritime megyében. Lakosainak száma 2713 fő (2022. január 1.). Fontaine-la-Mallet Le Havre, Montivilliers és Octeville-sur-Mer községekkel határos.

## Népesség
A település népességének változása:
| Lakosok száma | 2656 | 2649 | 2699 | 2626 | 2630 | 2633 | 2637 | 2635 | 2713 |
|               | 2013 | 2015 | 2016 | 2017 | 2018 | 2019 | 2020 | 2021 | 2022 |